# كاميرا فلسطين (كتاب)
كاميرا فلسطين، هو كتاب شارك في تأليفه كل من عصام نصار وسليم تماري واسطفان شيحا، صدر بالإنجليزية عن دار نشر جامعة كاليفورنيا، وهو استكشاف نقدي للمؤرخ المقدسي واصف جوهرية (1972-1904)، وألبوماته السبعة للتصوير الفوتوغرافي بعنوان "تاريخ فلسطين المصور"، يروي البيئة الثقافية والسياسية الثرية لفلسطين العثمانية وفلسطين تحت الإنتداب والصور التسعمائة لجوهرية .
سلّط المؤلفون ضوءاً جديداً على تاريخ التصوير الفوتوغرافي في العالم العربي والتاريخ الاجتماعي لفلسطين، عبر استكشاف للأحداث التاريخية الكبرى وتطور نمط الحياة البرجوازي الحضري، والمجال الاجتماعي لرؤية الحياة الفلسطينية كما تتجلى في مجتمع القدس.

## عن الكتاب
دون جوهرية مذكّراته في أربعة مجلّدات، وقدم خلالها وصفاً دقيقاً وتحليلاً معمّقاً للتحوّلات الثقافية والاجتماعية والسياسية للحياة اليومية في فلسطين منذ نهاية الحقبة العثمانية، ومروراً بفترة الاستعمار البريطاني، وبداية الاحتلال الإسرائيلي، وألحق مذكراته أيضاً بسبعة مجلّدات تحوي مجموعات فوتوغرافية غطّت الحياة اليومية في القدس خلال الفترة ذاتها، كما جمع في مجلّد "الدفاتر الموسيقية" سجلّاً للموسيقى الشعبية التي انتشرت في فلسطين بداية القرن العشرين، ودوّن كلماتها وألحانها مستعملاً نظاماً خاصّاً بتدوين النوتة الموسيقية من استنباطه، إذ إنه كان يجهل قواعد تدوين النوتة الموسيقية الكلاسيكية.
تناول الكتاب سبعة ألبومات خبأها واصف جوهرية رفقة بعض الأشياء الأخرى في زاوية بالبيت، ورغم أن الصهاينة لم يتركوا شيئا إلا واستولوا عليه، إلا أنهم لم يتمكنوا من العثور على هذه الألبومات بسبب وجود المنزل في غربي القدس، تسلم إلى إحدى القنصليات الغربية، ليتمكن لاحقاً من الحديث معهم مطالباً باسترجاع ألبوماته، الأمر الذي انتهى بالموافقة". يشار إلى أن الصور الموجودة داخل الألبوم ليست من تصوير جوهرية، إنما قام بتجميعها من أناس مختلفين، وما يميزها هو الآلية التي رتبت فيها الصور وتسميات الأشخاص الفلسطينيين الموجودين بالصور وماذا قال عنهم.
صدرت المذكرات عن مؤسسة الدراسات الفلسطينية في مجلدين من القطع الكبير، الكتاب الأوّل عام 2003 بعنوان «القدس العثمانية في المذكرات الجوهرية: 1904-1917»، أما الثاني عام 2005 بعنوان «القدس الانتدابية في المذكرات الجوهرية: 1918-1948»، وهما من تحرير وتقديم عصام نصّار وسليم تماري.

## أهمية الكتاب
حول أهمية الصور الموجودة في الكتاب أوضح سليم تماري، أنها جمعت عندما كانت لواصف علاقة مميزة مع آل الحسيني والتي استطاع من خلالها الدخول إلى عالم الارستقراطية والجماهير في وقت واحد، ما مكنه من جمع صور تعكس رؤياه للحياة اليومية، التي اشتملت على سلسلة من صانعي الأحذية، المحامين، القضاة، العاملين في سلك الشرطة، والبنائين، وغيرهم. غلاف الكتاب عبارة عن صورة لبنائين من القدس، يشيدون عمارة الدباغة عام 1890، وهذه الصورة تعكس فرادة جوهرية في إنشاء أرشيف صوري، وكان يحشد نفسه ضمن الأحداث المفصلية التي مرت على فلسطين في تلك الفترة، كعقد اجتماع لجمعية الهلال الأحمر العثمانية، وفيها شخصيات هامة من الديانات الثلاث، وصورة أخرى لمشانيق باب الخليل، وأنتج فهرس للصور يتألف من 372 صفحة، وهو فهرس مفصل جدا في علاقة كل صورة بالشخصيات الموجودة فيها، مع الحدث.
كما تحوي المجموعة صور لأهم الفوتوغرافيين في القدس، بينهم  كريكوريان، صابونجي، وخليل رعد وغيرهم، كما اشتملت الألبومات على صور بورتريه موقعة ومهداة لواصف جوهرية من قادة الفكر والسياسة في تلك الفترة، مثل راغب النشاشيبي، روحي الخالدي، وغيرهم. في المجموعة أيضا مدونات الحداثة في القدس، من أهمها قضية الخروج من البلدة القديمة إلى ضواحي القدس الشمالية والجنوبية، وتسجيلاً لأول سيارة دخلت إلى القدس، والوفونغراف، كذلك إدخال الكهرباء إلى البلدة القديمة عام 1915، والسينماتوغراف.

## قالوا عنه
قال سليم تماري: إنّ صاحب المذكرات حافظ عليها لفترة طويلة جداً تمتد من نهاية العهد العثماني، إلى النكبة عام 1948". وكان أن "دوّن فيها أحداث فلسطين والقدس، وعلاقته بشخصيات هامة من كافة الطبقات المقدسية، في عمل مذهل يجمع بين المدونات والصور التي ربطها من خلال فهرس مفصل عن علاقة هذه الصور بالأحداث التي وصفها في مذكراته".
أما عصام نصار قال: إن ما يميز هذا الكتاب عن الكتب التي وثقت تاريخ فلسطين المصور أنه يدخل القارئ في سياقات جديدة للتفكير في الصور، كما أنه محاولة للتفكير بالصور الفوتوغرافية والتفكير في فلسطين قبل قيام "إسرائيل".